# Estación de Campus de Somosaguas
Campus de Somosaguas es una estación de la línea ML-2 de Metro Ligero Oeste situada en el campus universitario de Somosaguas de la Universidad Complutense de Madrid, ubicado en el término municipal de Pozuelo de Alarcón. Abrió al público el 27 de julio de 2007.
Su tarifa corresponde a la zona B1 según el Consorcio Regional de Transportes, sin embargo, si se llega a dicho campus mediante una de las líneas de autobús de la EMT basta con un abono transportes de zona A.

## Accesos

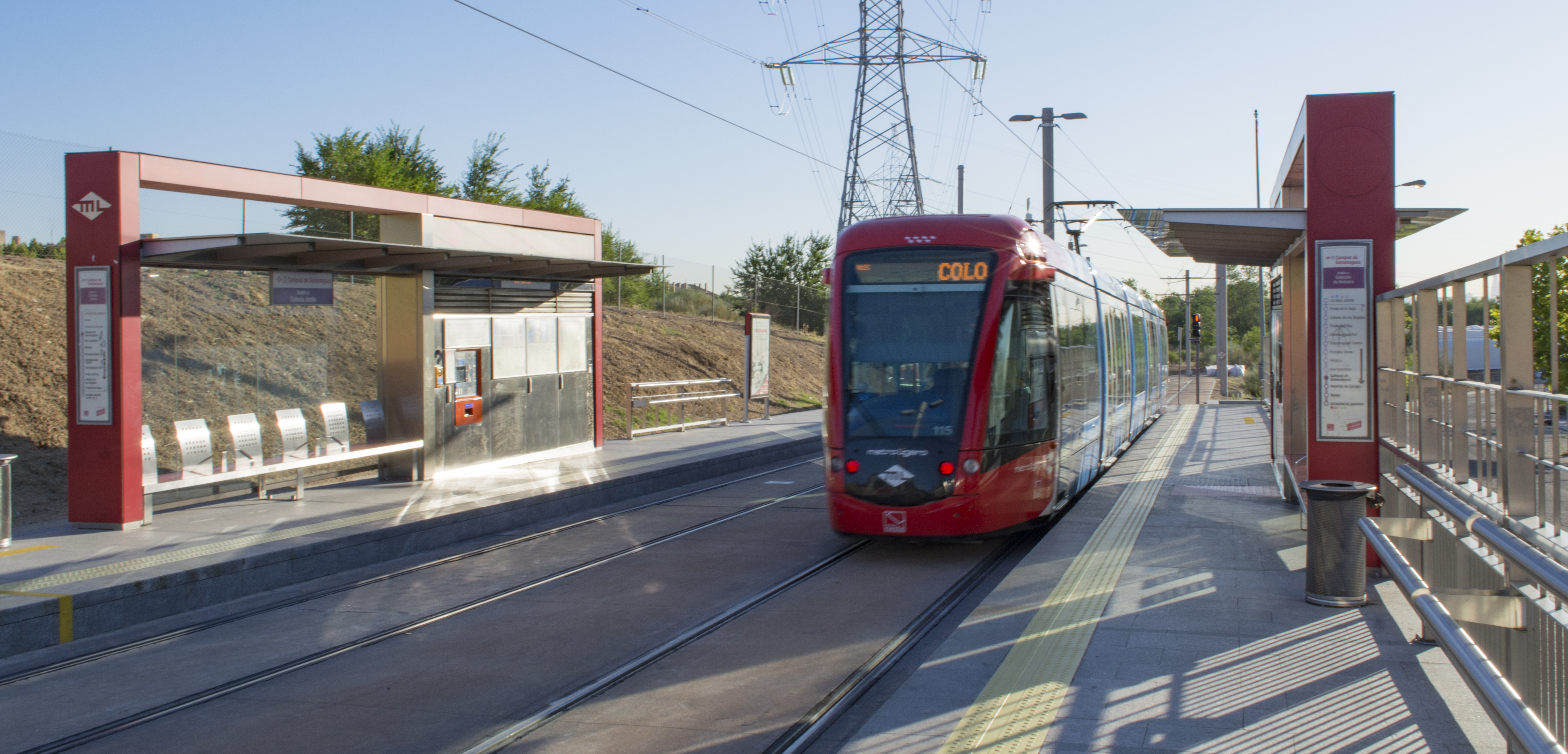
Andenes de la estación.

- Campus de Somosaguas Avda. del Cerro, s/n. Cerca de la Facultad de Psicología y de la Facultad de Ciencias Económicas y Empresariales

## Líneas y conexiones

### Metro Ligero
| << cabecera    | < estación    | línea | estación >        | cabecera >> |
| -------------- | ------------- | ----- | ----------------- | ----------- |
| Colonia Jardín | Dos Castillas |       | Avenida de Europa | Aravaca     |

### Autobuses
| Diurnos |         |                                         |            |
| Línea   | Destino | Parada                                  | Operador   |
| A       | Moncloa | 4299 SOMOSAGUAS (Cabecera aparcamiento) | EMT Madrid |
| H       | Aluche  | 4299 SOMOSAGUAS (Cabecera aparcamiento) | EMT Madrid |

| Diurnos |                                                                          |                                                    |                           |
| Línea   | Destino                                                                  | Parada                                             | Operador                  |
| 561A    | Pozuelo de Alarcón - Majadahonda - Las Rozas de Madrid (por Universidad) | 08682 Av. Húmera-Est. Campus de Somosaguas (n.º 9) | Avanza Movilidad Integral |
| 563     | Pozuelo de Alarcón (por Urbanización Las Minas)                          | 08682 Av. Húmera-Est. Campus de Somosaguas (n.º 9) | Avanza Movilidad Integral |
| 658A    | Madrid (Moncloa)                                                         | 08682 Av. Húmera-Est. Campus de Somosaguas (n.º 9) | Avanza Movilidad Integral |
| 561A    | Madrid (Aluche)                                                          | 08683 Av. Húmera-Est. Campus de Somosaguas (n.º 7) | Avanza Movilidad Integral |
| 563     | Madrid (Aluche)                                                          | 08683 Av. Húmera-Est. Campus de Somosaguas (n.º 7) | Avanza Movilidad Integral |
| 658A    | Pozuelo de Alarcón (P. E. La Finca - C. C. LaFinca)                      | 08683 Av. Húmera-Est. Campus de Somosaguas (n.º 7) | Avanza Movilidad Integral |